# Сен-Люсьян (Приморська Сена)
Сен-Люсьян (фр. Saint-Lucien) — муніципалітет у Франції, у регіоні Нормандія, департамент Приморська Сена. Населення — 233 особи (01.01.2021).

## Історія
До 2015 року муніципалітет перебував у складі регіону Верхня Нормандія. Від 1 січня 2016 року належить до нового об'єднаного регіону Нормандія.

## Демографія
Динаміка населення (INSEE ):